# Elektrodeloze lamp
In tegenstelling tot alle andere elektrische gasontladingslampen, die een elektrische verbinding door de lampomhulling heen hebben om vermogen aan het licht gevende deel van de lamp toe te voeren, wordt in een elektrodeloze (elektrische) lamp het vermogen om licht op te wekken, overgedragen door middel van een niet-elektrisch geleidende verbinding, bijvoorbeeld door een (elektro)magnetisch of een elektrisch veld. Er worden hier twee soorten elektrodeloze lampen beschreven, de eerste soort gebaseerd inkoppeling van het vermogen door magnetische velden in een fluorescentielamp, waarbij het meeste zichtbare licht wordt opgewekt door uv-straling, die door botsingen van voornamelijk kwikatomen, die door het magneetveld versneld worden ontstaat, welk uv door inwendig fluorescerende lagen wordt omgezet in zichtbaar licht, en een tweede gebaseerd op inkoppeling van het vermogen door middel van elektromagnetische microgolven, en van binnen gevuld met direct in het zichtbare licht gebied optisch stralende atomen of moleculen, zoals zwavel, kwik, of halogeniden, en meestal zonder extra fluorescentielagen.

## Geschiedenis

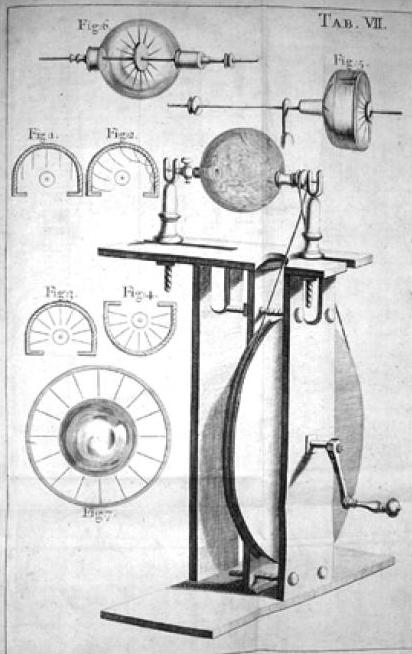
Generator volgens Hauksbee, Uit: Physico Mechanical Experiments, 2e ed, Londen 1719

In 1705 demonstreerde de Engelse wetenschapper Francis Hauksbee dat een met statische elektriciteit opgeladen glazen ballon (door de ballon snel rond te draaien en zijn hand tegen ertegenaan te houden), vrijwel vacuüm getrokken (als bij een barometer) en gevuld met kwik, zoveel licht opwekt dat er bij te lezen valt. Rond 1891 demonstreerde Nikola Tesla in zijn laboratoria in New York fluorescente en gloeilampen, die draadloos van vermogen werden voorzien. Daarna patenteerde hij een systeem dat licht en vermogen distribueerde gebaseerd op die principes. Uit een lezing op 20 mei 1891 voor de AIEE, "Experiments with Alternating Currents of Very High Frequency and Their Application to Methods of Artificial Illumination", en onder andere uit US patent 454622 en uit vele andere publicaties uit die tijd in zowel de technische als de populaire pers blijkt Tesla's leidende rol in het technische veld van draadloze verlichting.
Op een elektrodeloze lamp werd in 1960 patent aangevraagd door William Bell en Arnold Bloom werkzaam bij het Canadese bedrijf Varian Associates. Deze lamp werd in opdracht van de NASA ontwikkeld en werd aangestuurd door triodes. De lamp werd gebruikt om stabiele spectraallijnen op te wekken voor materiaalonderzoek.
In 1967 en 1968 werden door onderzoeker John Anderson van General Electric patenten aangevraagd op elektrodeloze lampen, die qua constructie vrijwel identiek zijn aan de hieronder beschreven inductielampen van Osram en Philips.
Philips introduceerde het QL-inductieverlichtingssysteem, dat op 2,65 MHz werkt, in 1990 in Europa en in 1992 in de Verenigde Staten van Amerika. Philips vroeg ook nog patent aan op een speciale schakeling om langere verbindingskabels tussen generator en lamp mogelijk te maken, maar dit principe werd nooit toegepast. Sinds 2010 worden de Philipsinductielampen onder de naam Nedap en QLCompany verkocht en zijn alle zes modellen dimbaar tussen 50 en 100% vermogen.
QLCompany heeft de knowhow en productiemachines van Philips overgenomen, en Nedap bleef de (nu dimbare) generatoren maken (1-10V-gelijkspanningssignaal). Matsushita had in 1992 ook al inductieverlichtingssystemen. Intersource Technologies kondigde in 1992 een inductieverlichtingssysteem aan, de E-lamp, die vanaf 1993 in grote aantallen op de Amerikaanse markt verkrijgbaar zou zijn en zou werken op 13,6 MHz. Dit systeem is echter nooit van de grond gekomen. General Electric produceert sinds 1994 de Genura-inductielampen met relatief laag vermogen, met geïntegreerd voorschakelapparaat en werkend op 2,6 MHz. Osram startte de productie van de Endura-inductielampen in 1996. Inmiddels zijn een aantal andere fabrikanten begonnen met de productie van inductielampen, voornamelijk in het vermogensbereik tussen 20 watt en 400 watt.
In 1971 werd ook een ander type elektrodeloze lamp, waaraan vermogen toegevoerd wordt door middel van microgolven en die bedoeld is voor het uitharden van lakken door middel van uv-straling, door FusionUV Systems op de markt gebracht. Dit soort lampsystemen is nog steeds volop in productie, gevoed door betrouwbare en universele solid state lamp drivers. Een verdere ontwikkeling van dit lamptype is de zwavellamp, waarvan het concept in 1990 bedacht is door ingenieur Michael Ury, natuurkundige Charles Wood en hun collega's. De lamp werd verder ontwikkeld door Fusion Lighting (USA) met ondersteuning van het US Department of Energy. Fusion Lighting sloot in 2002 en de patenten werden in licentie gegeven aan de LG Group. Sinds 2006 wordt dit type lamp door LG onder de naam PLS (Plasma Lighting System) op de markt gebracht.
Meer recent heeft het Britse bedrijf Ceravision microgolfplasmalampen ontwikkeld geschikt voor vermogens tussen 100 watt en 5 kW. Deze worden sinds 2010 geproduceerd, de microgolven worden opgewekt door een magnetron. In 2012 bracht Topanga elektrodeloze plasmalampen op de markt, die door solid state RF drivers worden gevoed, maar waarvan in 2014 niets meer werd vernomen.

## Fluorescentie-inductielamp

Philips QL-inductieverlichtingssysteem met
A gasontladingsruimte, gevuld met een of meer van de edelgassen argon, krypton en neon en kwikdamp
B buis met power coupler
C Elektronisch voorschakelapparaat

Doorsnede inductielamp met interne spoel, als bij QL toegepast

Afgezien van de manier om vermogen aan de kwikdamp in de ontladingsruimte toe te voeren, zijn deze lampen in werking vrijwel gelijk aan gewone fluorescentielampen (TL buizen). De kwikdamp wordt elektrisch aangeslagen, waarbij elektronen in een hogere energiebaan worden gebracht, bij het terugvallen naar de oorspronkelijke baan geven ze ultraviolette (uv) straling af. De ultraviolette straling wordt door de fluorescerende laag die op de binnenzijde van de glazen ballon, die de ontladingsruimte vormt, omgezet in zichtbaar licht. De meest gangbare uitvoeringsvorm bestaat uit een ballonvormige ontladingsruimte (A) van glas, met dezelfde vorm als een gloeilamp, waarin een glazen buis (B) van achter de ballon in steekt. In deze buis wordt een antenne, aangeduid als power coupler, aangebracht. Dit is een spoel met een buisvormige ferrietstaafkern waarop een geïsoleerde draad is gewikkeld.
In uitvoeringsvormen die op lage frequenties werken, bestaat de lamp uit twee parallel lopende lange buizen, verbonden door twee korte buizen. Om de korte buizen zijn spoelen aangebracht.
De spoelen zijn verbonden met een elektronisch voorschakelapparaat (C), dat een hoogfrequente spanning opwekt. Voor inductielampen gebruikelijke frequenties zijn 13,6 MHz, 2,65 MHz en 130 tot 400 kHz. Een resonantiecircuit in de uitgang van het voorschakelapparaat, waar ook de power coupler deel van uitmaakt, wekt een hoge spanning op om de lamp te ontsteken. Als de lamp is ontstoken daalt de spanning tot het normale bedrijfsniveau. Het ontsteken vindt binnen enkele milliseconden plaats.
Het hele systeem is te beschouwen als een transformator, waarbij de power coupler de primaire wikkeling vormt en de gasontladingsboog in de ontladingsruimte een secundaire wikkeling met een winding, die tevens de belasting van de transformator vormt.
De voorschakelapparaten worden aangesloten op de netspanning van het openbare elektriciteitsnet, maar kunnen voor de meeste types ook op gelijkspanning worden aangesloten, bijvoorbeeld voor noodverlichting uit accu's.
In conventionele gasontladingslampen vormen de elektroden de levensduur beperkende factor. Een elektrodeloze lamp heeft deze beperking niet en kan daardoor een zeer lange levensduur hebben. De lampen met een extern voorschakelapparaat tot 100.000 branduren, oftewel 11½ jaar continu aan of 23 jaar alleen overdag of alleen 's nachts. De lampen met een geïntegreerd voorschakelapparaat gaan 15.000 tot 30.000 uur mee. Er zijn hoogwaardige elektronische circuits in de voorschakelapparaten nodig om zo'n lange levensduur te kunnen bereiken, met een zeer laag voortijdig uitvalpercentage. Inductielampen zijn relatief duur en vinden daarom vooral toepassing in situaties waarin de vervangingskosten van de lampen hoog zijn.
Er wordt nog steeds onderzoek gedaan naar verbetering in inductielampen. Verder hebben inductielampen industriële toepassingen, als uv-stralingsbron. In dat geval wordt de lampballon van kwartsglas gemaakt, en wordt er geen fluorescentielaag aangebracht.

## Microgolflampen
Bij een microgolflamp wordt vermogen aan de lamp toegevoerd door middel van microgolven, meestal met een frequentie van rond de 2,45 GHz. De microgolven worden opgewekt met behulp van een magnetron. De eerste lampen op dit principe gebaseerd waren gesloten kwartsbuizen gevuld met kwik en argon voor het genereren van uv-straling, ten behoeve van uitharding van lakken. De lampen hebben een vermogen tot 6 kW, bij een lengte van 25 cm en een levensduur van 8000 uur.
Dit type lampen wordt nog steeds geproduceerd, met gemoderniseerde nog compactere lampen, speciale UV-C-reflectors en gemoderniseerde elektronische lampdrivers, en levert uiterst intense UV-C-stralingsbundels voor bovengenoemde doelen.
Een verdere ontwikkeling van dit lamptype is de zwavellamp ontwikkeld door Fusion Lighting (USA) met ondersteuning van het US Department of Energy. De zwavellamp heeft de grootte van een golfbal, bestaat uit een kwartsglazen ballon met daarin het niet giftige zwavel en inert argongas. De ballon zit aan een glazen spindel. Een magnetron bundelt microgolven met een frequentie van 2,45 GHz op de lamp. De microgolven slaan het gas aan, dat op zijn beurt het zwavel zeer sterk verhit tot een zeer helder gloeiend plasma, waarmee zeer grote ruimtes verlicht kunnen worden. Omdat de lamp erg heet wordt moet hij met behulp van een elektromotor zeer snel rondgedraaid worden, en daarbij ook nog door een ventilator gekoeld worden. Het zwavelplasma bestaat voornamelijk uit dimeermoleculen S2, die licht opwekken door moleculaire emissie. Het lichtspectrum is daardoor, in tegenstelling tot atomaire emissie, zoals in HID-lampen optreedt, breedbandig en continu in het hele golflengtegebied van zichtbaar licht, en vergelijkbaar met het spectrum van de zon. De lampen hebben een levensduur van 60.000 uur, maar de magnetron voor het opwekken van de microgolven gaat maar 20.000 uur mee. De lamp geeft een constante hoeveelheid licht gedurende de levensduur. De eerste prototypen hadden een vermogen van 5.9 kW, met een rendement van 80 lm/watt, een kleurtemperatuur van 6000 K en een kleurweergave-index van 79. Momenteel brengt LG een 700W-versie van de zwavellamp op de markt.
Recentelijk heeft het Britse bedrijf Ceravision microgolfplasmalampen ontwikkeld geschikt voor vermogens tussen 100 watt en 5 kW. De eerste series elektrodeloze Alvara-HID-lampen van 400 watt zijn inmiddels in productie gegaan. Deze lampen gebruiken een transparante kwarts-microgolfresonator om de microgolven in de lamp te koppelen. De lampen zelf zijn gevuld met een edelgas en metaalhalide zouten vergelijkbaar met metaalhalidelampen.